# Estland (1682)
Estland var ett svenskt linjeskepp med 56 kanoner, som byggdes 1682 av Francis Sheldon på Riga skeppsgård. Estland deltog i den svenska expeditionen mot Danmark 1700, samt vid Hogland 1713 och i sjöslaget vid Rügen 1715. Estland sänktes 1732 som brohuvud utanför flottans sjukhus i Karlskrona.